# 相模原市立相模台小学校
相模原市立相模台小学校（さがみはらしりつ さがみだい しょうがっこう）は、神奈川県相模原市南区南台六丁目に存在する公立の小学校である。

## 概要

### 教育目標
- 健康で明るい子
- よく考えて工夫し、正しい判断のできる子
- 心が広く豊かで、思いやりのある子
- 強い意志を持った実行力のある子

### 研究主題
- 「自ら学ぶ子の育成」 - 国際教育を通し、コミュニケーション力を育てる -

## 沿革
- 1959年（昭和34年）
  - 時期不明 - 校舎（B棟）建築[1]。
  - 5月1日 - 開校。
- 1961年（昭和36年） - 校舎（A-1棟）建築[1]。
- 1965年（昭和40年） - 校舎（A-2棟）建築[1]。
- 1967年（昭和42年） - 校舎（A-3棟）建築[1]。
- 1970年（昭和45年） - 体育館建築[1]。
- 1972年（昭和47年） - 校舎（C棟）建築[1]。
- 2020年（令和2年） - 校舎B棟の長命化工事実施[2]。
- 2021年（令和3年） - 校舎A-1とA-2棟の長命化工事実施[2]。

## 児童数・学級数
- 本校の児童数は全学年合計で534人。学級数は全学年合計で22学級となっている（2024年（令和6年）5月1日現在）[3]。

## 通学区域
- 相模原市南区[4]
  - 上鶴間4811番地（米軍上鶴間住宅）
  - 相模台一丁目（全域）
  - 相模台二丁目（全域）
  - 相模台三丁目（1番・2番(8号・20号)）
  - 相模台四丁目（1番〜3番）
  - 南台一丁目（全域）
  - 南台三丁目（13番〜21番）
  - 南台四丁目（全域）
  - 南台五丁目（全域）
  - 南台六丁目（全域）

## 進学先中学校
- 相模原市南区[5]
  - 相模原市立相模台中学校

## 周辺
- 相模原市相模台こどもセンター - 相模原市道をはさんで、敷地が隣接。
- 南台六丁目公園
- 米軍相模原住宅 - 校地東側に隣接。
- 国立県営神奈川障害者職業能力開発校 - 相模台こどもセンターと敷地が接する。
- 国立病院機構相模原病院
  - 相模原病院附属相模原看護学校
- 相模原双葉郵便局

## 交通アクセス
- 小田急線の小田急相模原駅から神奈川中央交通（神奈中バス）の北里大学病院・北里大学行きまたはそれを経由する麻溝車庫・相模原駅南口行き、古淵駅行きまたは同駅経由町田バスセンター行きのいずれかのバスに乗車、JR横浜線古淵駅から神奈中バスの小田急相模原駅行きに乗車し、いずれも団地入口停留所下車。